# Numeració del Casal d'Aragó

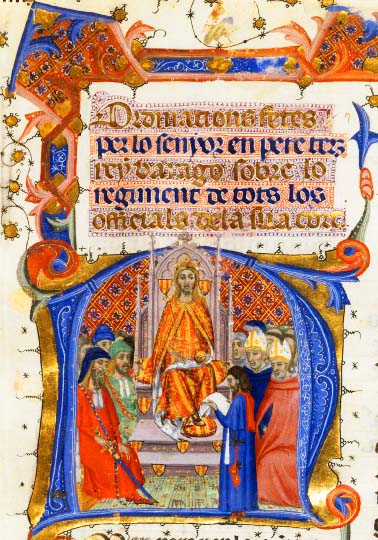
Caplletra N d'un manuscrit en català: Ordinacions fetes per lo senyor en pere terz rey d'aragó sobre lo regiment de tots los officials de la sua cort. Nos [...].
(BNF, ms. esp. 99, f.1)

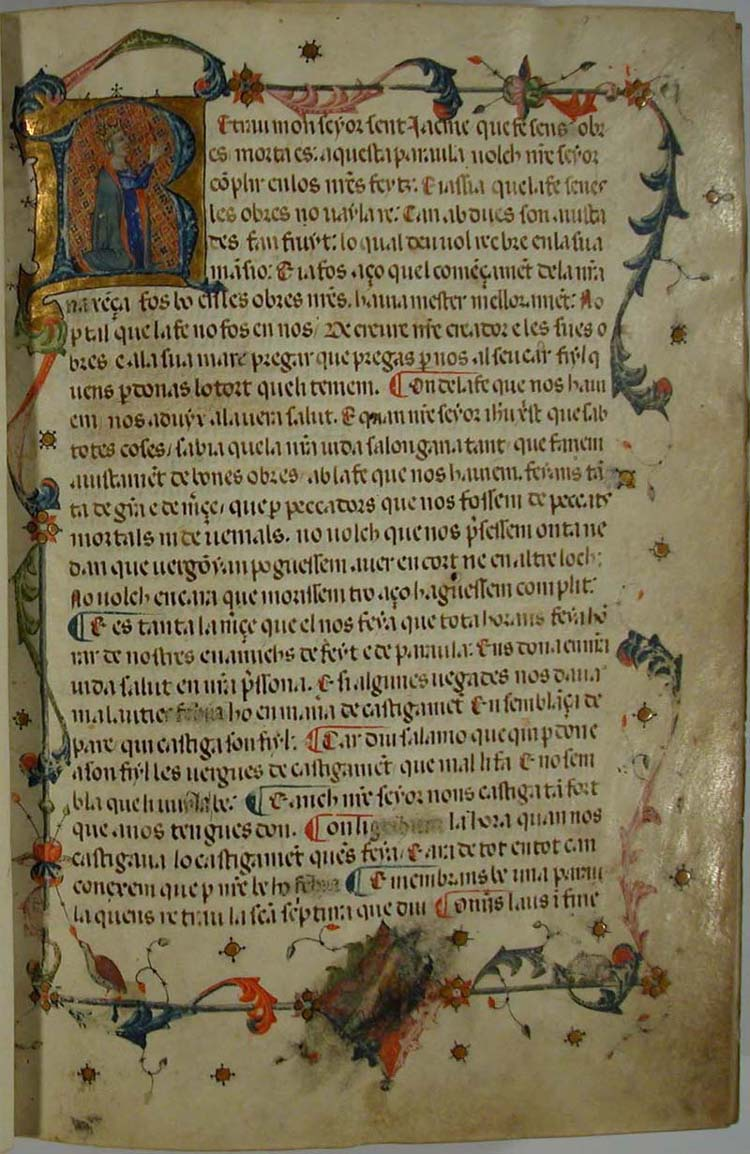
«Libre dels Feyts»
Còdex de Poblet (1343)

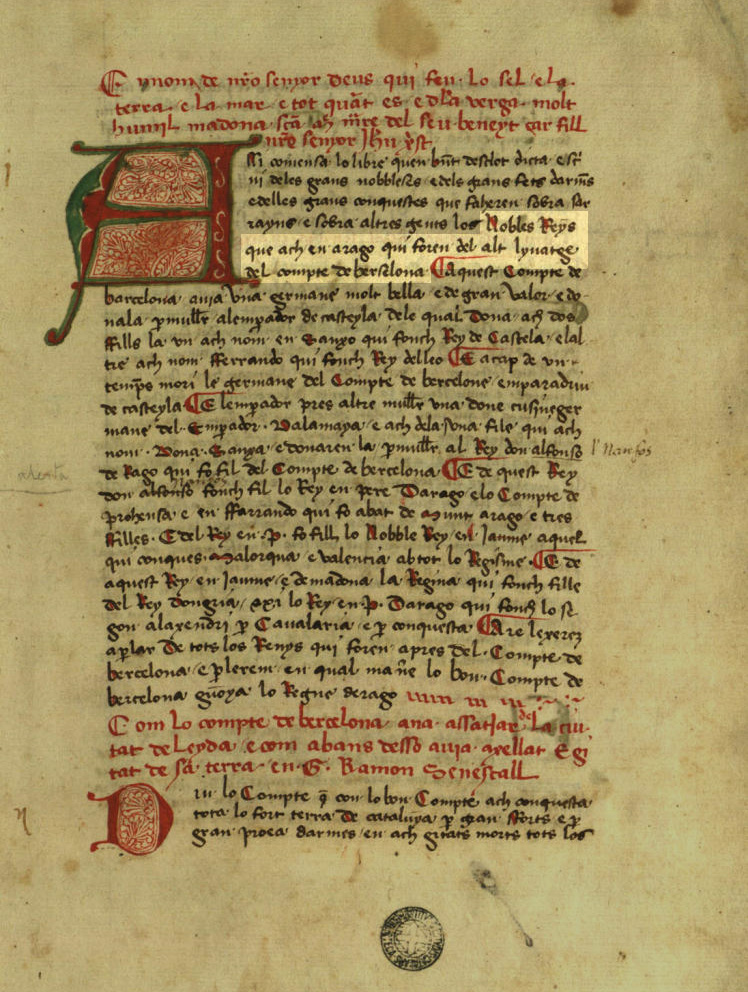
"los nobles reys que hac en Aragó qui foren del alt linyatge del comte de Barcelona"
Crònica de Bernat Desclot
(Còdex del 1350-1450, Ms. 1),
Biblioteca de Catalunya

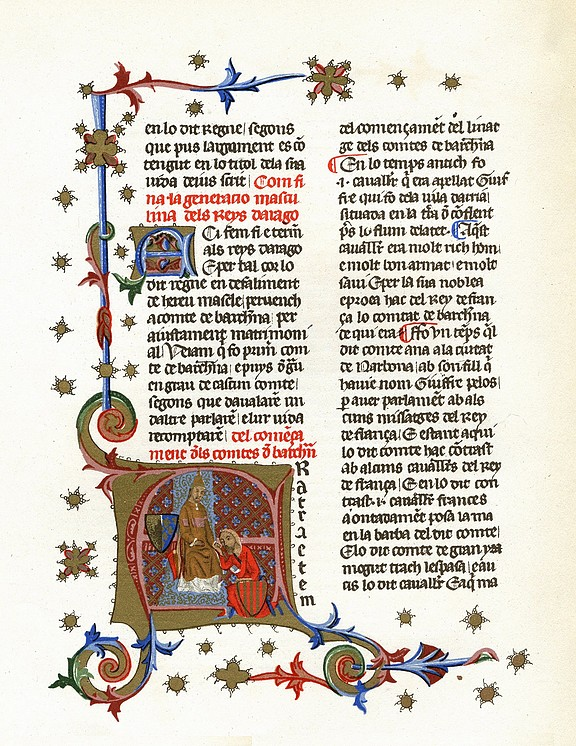
Cròniques dels reis d'Aragó e comtes de Barcelona, capítols XX i XXI:
«Com fina la generació masculina dels reis d'Aragó: Ací fem fi e terme als reis d'Aragó. E per tal com lo dit regne, en defalliment d'hereu mascle, pervenc a comte de Barcelona per ajustament matrimonial.
(ms. nº 17, f.24r)

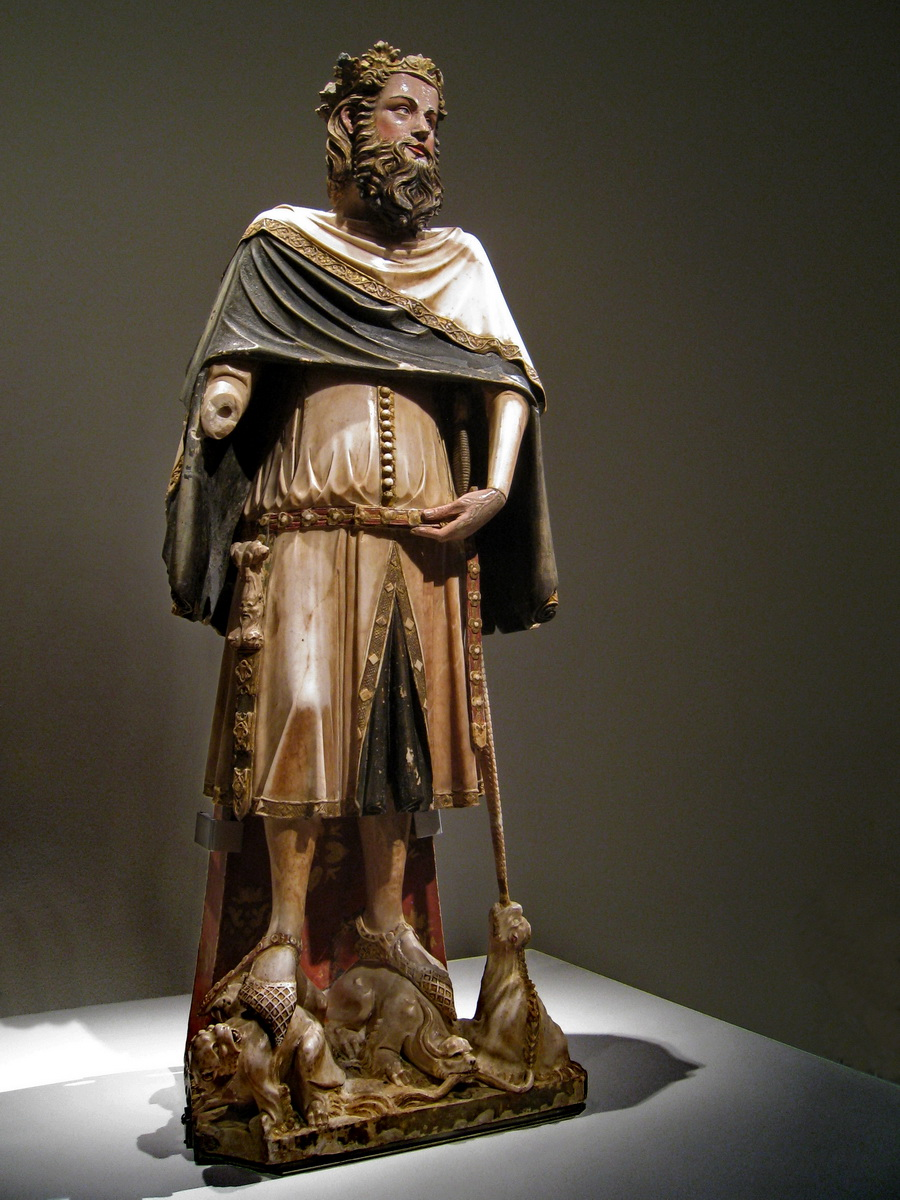
Sant Carlemany, una figura reial còpia d'una de les 19 escultures dels comtes i dels reis catalano-aragonesos per al Saló del Tinell en el Palau Reial Majorde Barcelona, que reprodueix el retrat del rei Pere el Cerimoniós.

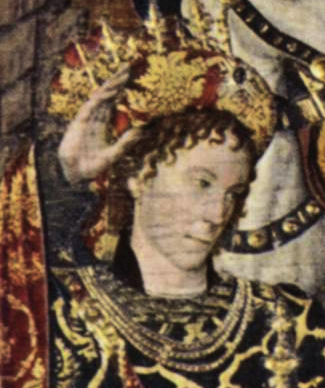
Retrat de Pere IV rei d'Aragó

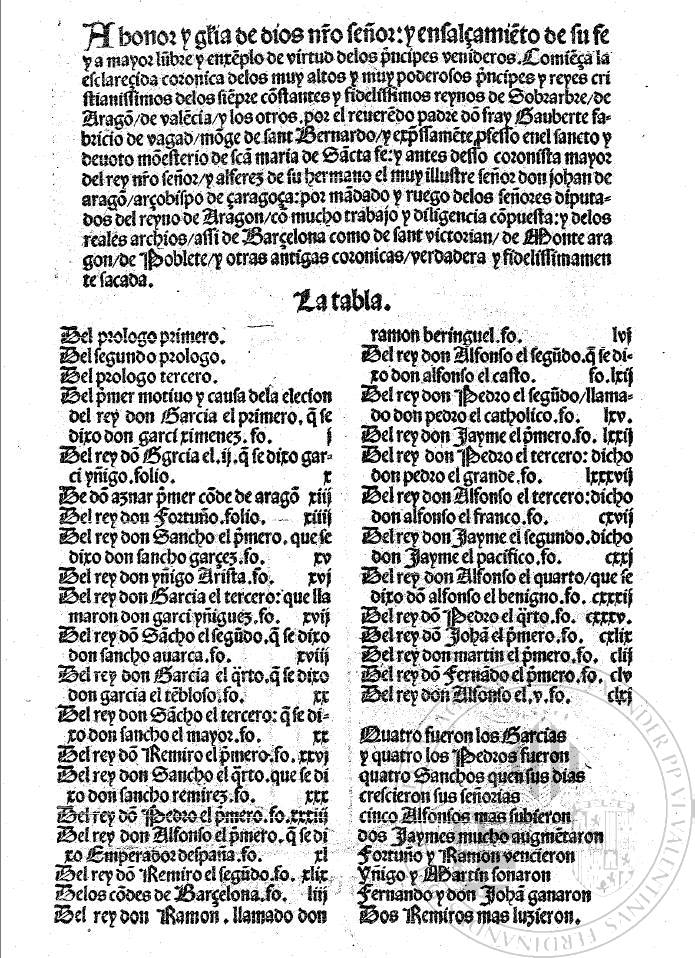
Índex de Crónica de Aragón (1499), obra de Gualberto Fabricio de Vagad en la que els sobirans de la Corona d'Aragó estan numerats amb l'ordinal del regne Sobrarbe presentant-los d'aquesta manera en un baula ininterrompuda que els unia amb el mític regne de Sobrarbe

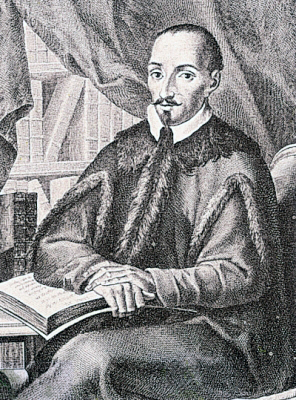
Jerónimo Zurita.

La numeració del Casal d'Aragó són els ordinals utilitzats per identificar els sobirans de la Corona d'Aragó, de la dinastia coneguda com a Casal d'Aragó, nom històric de la branca principal del Casal de Barcelona. Al llarg de la història s'han fet servir diverses numeracions, una d'històrica, utilitzada pels reis als segles xiv i xv, i una altra d'historiogràfica, utilitzada per alguns cronistes i historiadors des de finals del segle xv.

## Ús d'ordinals a l'edat mitjana
Si bé inicialment els cronistes medievals es valgueren de sobrenoms a fi de diferenciar, caracteritzar, i àdhuc glorificar, sobirans homònims, al segle xiii s'inicià l'ús de numerals per a distingir reis del mateix nom, fins i tot els de temps anteriors, una pràctica que a Espanya introduí la Estoria de España inspirada per Alfons X el Savi, que es generalitzà al segle xiv i que s'ha mantingut fins a l'actualitat.
Tot i així, en la historiografia de l'edat mitjana i de l'edat moderna fou habitual la disparitat de criteris a l'hora d'assignar ordinals als sobirans, fent que convisqueren formes diferents d'enumerar els monarques. L'adopció d'una sèrie numèrica o una altra per part del cronista no era un fet intranscendent, sinó que cada solució responia a una interpretació ideològica. A l'hora de projectar i concebre el paper de Castella en la història de la península Ibèrica sorgiran diverses sèries numèriques de reis castellans, algunes de les quals només comptaran els que foren únicament reis de Castella, mentre d'altres sèries inclouran també als reis asturians, i d'altres als reis lleonesos. La sèrie numèrica que adoptà el rei Alfons el Savi incloïa tots els seus antecessors com una baula en una ininterrompuda cadena que unia el regne de Castella a l'antic regne visigòtic de Toledo.

## La dinastia dels reis: elCasal d'Aragó
L'adveniment dels comtes de Barcelona a la casa reial d'Aragó suposà que dinastia dels comtes de Barcelona adoptà el cognom Aragó, després de la unió de Ramon Berenguer IV i Peronella d'Aragó havent-se trobat documentat l'ús des de l'època de Pere el Gran. Així el títol reial d'Aragó i el cognom familiar Aragó esdevingueren el mateix, tal com afirmà el rei en Pere el Cerimoniós: «regne Darago lo qual regne es títol e nom nostre principal». L'adopció del títol del regne principal com a cognom del Casal no obstà però perquè el culte al seu llinatge, a la sang dels comtes de Barcelona: «car uostre linyatge el Comte de Barçalona per nom, ha feyt aquest nostre linyatge», deia Jaume I o «los nobles reys que hac en Aragó qui foren del alt linyatge del comte de Barcelona», com es pot llegir a la Crònica de Bernat Desclot. L'obra escrita, i les actuacions del rei Pere el Cerimoniós sembla que també ens indiquen, la concepció que els sobirans de la Corona d'Aragó són continuadors per línea agnatícia de la dinastia del Casal de Barcelona:
- la Crònica de Sant Joan de la Penya al capítol XXI, titulat «Com finà la generació masculina dels reis d'Aragó», on diu : «ací fem fi e terme als reis d'Aragó. E per tal com lo dit regne, en defalliment d'hereu mascle, prevenc a comte de Barcelona per ajustament matrimonial»[12]

- El trasllat sepulcral de les restes de Ramon Berenguer II que ordenà Pere el Cerimoniós, on recordà que eren les restes de: «l'excel·lentíssim i virtuosíssim príncep i senyor Ramon Berenguer vulgarment anomenat Cap d'Estopa, antiquíssim comte de Barcelona de l'estirp de la qual Nós per la Gràcia de Déu som descendent per ordre directe».[14]

- L'encàrrec que el rei Pere va fer al mestre estatuari Aloi, d'esculpir les estàtues dels seus predecessors, comtes i reis del seu llinatge, per exposar-les al saló del Tinell del Palau reial de Barcelona, les quals havien d'ésser onze dels antics comtes de Barcelona i vuit dels comtes-reis d'Aragó[15]

- El fet que, quan Pere el Cerimoniós regalà la seva biblioteca al monestir de Poblet, va ordenar que s'hi posés la inscripció següent: «aquesta és la libreria del rey en Pere III en diferència dels reys altres que han aquí nom Pere».[16] Cal tenir en compte el fet que els reis d'Aragó del llinatge dels comtes de Barcelona, es feien enterrar al Principat Catalunya, com els antics comtes de Barcelona, i que les restes dels antics reis d'Aragó de la dinastia Ximena, tot i ser reis d'Aragó, no es dipositessin als panteons regis del Casal d'Aragó, als monestirs de Santes Creus i Poblet, junt amb els seus descendents per via femenina.[17]

Per tant, cal evitar la confusió en observar bibliografia on apareix citat un d'aquests reis amb l'epítet «d'Aragó», ja que, pot fer referència a tota la Corona d'Aragó, al regne d'Aragó estricte, o a la dinastia dels reis: dinastia coneguda com a Casal d'Aragó, nom històric de la branca principal del Casal de Barcelona.

## La utilització de numeració per part dels reis

### La introducció dels ordinals amb Pere el Cerimoniós
En el cas dels reis d'Aragó, la primera numeració històrica existent fou la que adoptà el rei Pere el Cerimoniós (1319-1387), conegut amb dos sobrenoms: Pere el Cerimoniós o Pere el del Punyalet; l'ordinal que el rei Pere adoptà per a si mateix fou el de Tercer, emprant la fórmula Pere terç rey d'Aragó, com a única numeració per tots els seus estats. Així ho proven l'ús explícit de l'ordinal III a:
- Les Ordinacions de Pere el Cerimoniós (1344)
- El Llibre de les nativitats (ca. 1373)
- Els cànons de les Taules astronòmiques (1381)
- A la inscripció al monestir de Poblet: «aquesta és la libreria del rey en Pere III en diferència dels reys altres que han aquí nom Pere»[16]

D'altra banda, fou també aquesta numeració l'emprada pels funcionaris i arxivers de la monarquia catalanoaragonesa,, essent durant segles aquesta la numeració utilitzada per l'Arxiu Reial de Barcelona, conegut des del segle xviii com a Arxiu de la Corona d'Aragó.
Segon aquest còmput, els reis queden enumerats de la següent forma:
- 1162-1196 : Alfons I el Cast o el Trobador
- 1196-1213 : Pere I el Catòlic
- 1213-1276 : Jaume I el Conqueridor
- 1276-1285 : Pere II el Gran
- 1285-1291 : Alfons II el Franc o el Liberal
- 1291-1327 : Jaume II el Just
- 1327-1336 : Alfons III el Benigne
- 1336-1387 : Pere III el Cerimoniós o el del Punyalet
- 1387-1396 : Joan I el Caçador o el Descurat o l'Amador de la Gentilesa
- 1396-1410 : Martí I l'Humà o l'Eclesiàstic

El fet, però, és que abans del rei Pere el Cerimoniós, o Pere Tercer com ell mateix s'anomenava, ja havien existit tres reis d'Aragó amb nom Pere: un del regne d'Aragó, Pere el d'Osca (1069-1104), i dos de la corona d'Aragó: Pere el Catòlic (1178-1213)i Pere el Gran (1240-1285). La raó és que el rei Pere el Cerimoniós no incloïa en el seu còmput al rei Pere el d'Osca membre de la dinastia Ximena. Documentada àmpliament l'afició a la història i a l'estudi dels seus avantpassats del rei Pere el Cerimoniós, els especialistes han proposat les seves teories per explicar l'ús de l'ordinal: 
L'heraldista Armand de Fluvià (1989) (1995) afirma que d'aquestes proves se'n desprèn que el mateix sobirà tenia consciència plena de pertànyer, per línia agnatícia, al llinatge i a la dinastia dels comtes de Barcelona, i que pel matrimoni amb Peronella d'Aragó els comtes de Barcelona havien incorporat al seu llinatge la possessió del regne d'Aragó. També recorda que l'aspirant al tron de la Corona d'Aragó Pere el Conestable s'intitulà Pere IV -seguint el numeral Pere III el Cerimoniós-, en lloc de Pere V que seria el numeral que li correspondria com rei d'Aragó. Basant-se en aquestes proves i assenyalant la crònica redactada a instàncies seves on s'explicita que «Ací fem fi e terme als reis d'Aragó» conclou que un cop acabats els reis d'Aragó, tots els que segueixen després són, per al Cerimoniós, comtes de Barcelona; és a dir, que el sobirà s'autodenomina "Pere Terç" en lloc de "Pere Quart" perquè adoptà la sèrie comtal, doncs l'ordinal III és el que li corresponia com a comte de Barcelona, en lloc d'usar l'ordinal IV que era el que li correspondria com a rei d'Aragó.
Per contra l'heraldista Alberto Montaner Frutos (1994) (1995) assenyala que basant-se en aquestes proves la conclusió que se n'ha d'extreure no és que se segueixi la sèrie comtal, perquè l'expressió Pere Terç Rey d'Aragó deixa clar que es refereix a la dignitat reial aragonesa, sinó que Pere el Cerimoniós només comptava als reis d'Aragó de la que ell considerava la seva dinastia, una nova dinastia iniciada amb la cració de la Corona d'Aragó, que ignorava als reis aragonesos de la Casal de Pamplona, però que tampoc comptava als antics comtes de Barcelona La hipòtesi de Montaner Frutos, no obstant, no explica el perquè si bé, Pere III va parlar de l'extinció de la dinastia Ximena, no parlés també de l'extinció del Casal de Barcelona i de la creació d'una nova dinastia,ni amb el fet d'incloure a la galeria d'estàtues, entre els seus avantpassat, als comtes de Barcelona d'abans de la creació de la Corona d'Aragó, així com la necessitat d'enaltir aquells antics comtes, que no serien de la seva dinastia, tal com va fer amb Ramon Berenguer II.

### L'ús dels ordinals per part dePere el Conestable de Portugal
Més tard, al segle xv, Pere IV el conestable, durant la guerra civil catalana.

## Els ordinals segons el regne d'Aragó
Per bé que el 1866 Àlvaro Campaner y Fuertes assenyalà a l'historiador aragonès Jerónimo Zurita com a introductor de la numeració seguint la llista dels reis d'Aragó, tal com també assenyalen l'heraldista Armand de Fluvià i la historiadora Eulàlia Duran, la segona numeració dels sobirans de la Corona d'Aragó fou obra de Gualberto Fabricio de Vagad, qui en la seva Crónica de Aragón impresa a Saragossa el 1499 els atorgà l'ordinal segons el mític regne de Sobrarbe. Vagad, un monjo benedictí que havia estat nomenat el 1466 cronista oficial de Ferran el Catòlic i el 1495 cronista oficial del regne d'Aragó, fou requerit pels diputats de la Generalitat Aragonesa i li demanren la redacció d'una crònica a fi de «procuar la honra: fama y gloria; y publico beneficio del reyno». Per a l'elaboració de l'obra consultà els arxius reials de Sant Victorià, de Barcelona, de Montaragó i de Poblet, així com diverses cròniques medievals catalanes; els historiadors dels segles posteriors però criticaren l'obra durament per la seva manca d'objectivitat. L'historiador Carmelo Lison Tolosona, estudiós de l'obra de Vagad, matisa que allò que pretenia demostrar amb la inclusió de relats llegendaris sense rerefons històric com ara la Llegenda de Guifré el Pilós o la llegenda dels Furs del regne de Sobrarb és que els furs, les llibertats, i les institucions de la Corona d'Aragó provenien d'un temps immemorial originat en el regne de Sobrarb; en definitiva, els constitucionalistes aragonesos bastiren tot un corpus historiogràfic i icònic a fi de legitimar els seus arguments en defensa dels furs davant les tesis cesaristes. En aquesta obra els reis es presenten numerats amb l'ordinal segons el regne de Sobrarbe, enllaçant d'aquesta manera als mítics i llegendaris reis d'aquell regne fins a enllaçar amb Alfons el Magnànim, avi de Ferran el Catòlic.
Les faules mítiques sobre el regne de Sobrarbe foren descartades pel següent cronista oficial del regne d'Aragó, Jerónimo Zurita y Castro, qui en la seva obra Anales de la Corona de Aragón (1562-1580) creà la tercera numeració dels reis segons l'ordinal que els corresponia com reis d'Aragó, numeració que fou seguida pel també cronista del regne d'Aragó Jerónimo de Blancas y Tomás en l'obra Aragonensium rerum commentarii (1588). D'aquesta manera s'inclouen en el còmput d'ordinals tots els reis d'Aragó, inclosos els anteriors a la unió dinàstica amb els comtes de Barcelona, de manera que queden enumerats de la següent manera:
- 1035-1063: Ramir I d'Aragó
- 1063-1094: Sanç I d'Aragó
- 1094-1104: Pere I d'Aragó
- 1104-1134: Alfons I d'Aragó
- 1134-1137: Ramir II d'Aragó
- 1137-1162: Peronella d'Aragó

- Unió dinàstica amb els comtes de Barcelona

- 1162-1196: Alfons II d'Aragó el Cast o el Trobador
- 1196-1213: Pere II d'Aragó el Catòlic
- 1213-1276: Jaume I d'Aragó el Conqueridor
- 1276-1285: Pere III d'Aragó el Gran
- 1285-1291: Alfons III d'Aragó el Franc o el Liberal
- 1291-1327: Jaume II d'Aragó el Just
- 1327-1336: Alfons IV d'Aragó el Benigne
- 1336-1387: Pere IV d'Aragó el Cerimoniós o el del Punyalet
- 1387-1396: Joan I d'Aragó el Caçador o el Descurat o l'Amador de la Gentilesa
- 1396-1410: Martí I d'Aragó l'Humà o l'Eclesiàstic

- Compromís de Casp

- 1412-1416: Ferran I d'Aragó el d'Antequera
- 1416-1458: Alfons V d'Aragó el Magnànim
- 1458-1479: Joan II d'Aragó el sense Fe
- 1479-1516: Ferran II d'Aragó el Catòlic

- Unió dinàstica amb els reis de Castella

## Els dos sistemes d'ordinals en la historiografia actual
En la historiografia actual hi ha dualitat de criteris, alguns historiadors numeren als sobirans homònims per l'ordinal que li correspon seguint la numeració per regne inventada al segle XVI; així per exemple, aquell qui fou el quart rei d'Aragó, del regne d'Aragó, de nom Pere rep la denominació Pere IV d'Aragó el Cerimoniós, per bé que d'altres historiadors s'estimen més respectar l'ordinal que ell mateix va escollir per a si i la seva dinastia:Pere III el Cerimoniós. Com a variant de la denominada «numeració catalana» Max Cahner, director de l'Enciclopèdia Catalana, va introduir la variant Pere III de Catalunya-Aragó, fórmula vigent avui en dia en aquesta obra enciclopèdica de referència i seguida per alguns historiadors.

### Sistemes i fórmules de consens
Davant d'aquesta dualitat de criteris, i a fi d'evitar confusions, és també una pràctica habitual entre els historiadors designar els sobirans pel nom i el sobrenom, anomenant-lo Pere el Cerimoniós, sense l'ordinal, pràctica que aconsella el filòleg Joan Armangué i Herrero: «Més val, doncs, que del bon rei del Punyalet en diguem el Cerimoniós i que ens referim a tots els nostres reis fent ús de l'apel·latiu, d'acord amb una sàvia tradició i amb el seny catalanoaragonès.» Aquesta mateixa pràctica fou l'aconsellada pel també filòleg i president de l'Institut d'Estudis Catalans Ramon Aramon i Serra: «En les referències als comtes-reis de Barcelona-Arago (n. 40) cal decididament usar, sempre que es pugui, per a evitar confusions, el sobrenom unit al nom.» Altres fórmules de consens són les que han seguit els directors de l'Arxiu de la Corona d'Aragó; l'actual director Carlos López Rodríguez reserva la pràctica d'usar el sobrenom només als reis que es presten a confusió -els que tingueren per nom Pere o Alfons-, de manera que utilitza l'ordinal quan parla de Jaume II o Joan I, però utilitza el sobrenom quan es refereix a Alfons el Benigne o Pere el Cerimoniós; una altra fórmula de consens és la de l'antic director de l'Arxiu de la Corona d'Aragó, l'aragonès Rafael Conde y Delgado de Molina, qui utilitzava un sistema de dobles ordinals combinat amb el sobrenom, de manera que pels sobirans que es presten a confusió emprava la fórmula Pere I-II el Catòlic, Pere II-III el Gran, o Alfons II-III el Liberal.